# Piano (Unicode)
Nello standard Unicode, un piano (dall'inglese plane) è un gruppo continuo di 65 536 (216) punti di codice. Vi sono 17 piani, identificati dall'intervallo di numeri che va da 0 a 16, che corrispondono ai possibili valori 00-1016 delle prime due di sei posizioni nel formato esadecimale. Il piano 0 è il Basic Multilingual Plane (BMP), che contiene i caratteri più utilizzati. I piani da 1 a 16 sono detti «piani supplementari».